# كورومي يوشيدا
كورومي يوشيدا (باليابانية: 吉田胡桃؛ بالكانا: よしだ くるみ) هي سباحة متزامنة يابانية، ولدت في 1 ديسمبر 1991 في أوساكا في اليابان.

## وصلات خارجية
- كورومي يوشيدا على موقع الاتحاد الدولي للسباحة (الإنجليزية)
- كورومي يوشيدا على موقع أوليمبيديا (الإنجليزية)